# Алан Буллок
Алан Буллок (13 грудня 1914, Троубрідж — 2 лютого 2004, Оксфорд) — британський історик. Найвідомішою його роботою була книга «Гітлер — дослідження тиранії» (1952), що увійшла до класики історіографії.

Барон, засновник Коледжу Св. Катерини при Оксфордському університеті, перший штатний проректор цього ж навчального закладу і керівник в 1960—1980 роках.
Під час Другої світової війни був кореспондентом BBC.
Є автором монументальної праці «Гітлер і Сталін: Життя та влада» (1991).